# أندرو أ. بروس
أندرو أ. بروس هو محامي وقاضي وسياسي أمريكي، ولد في 15 أبريل 1866، وتوفي في 6 ديسمبر 1934. انتخب Chief Justice of the North Dakota Supreme Court ‏.